# 한국환경종합연구원

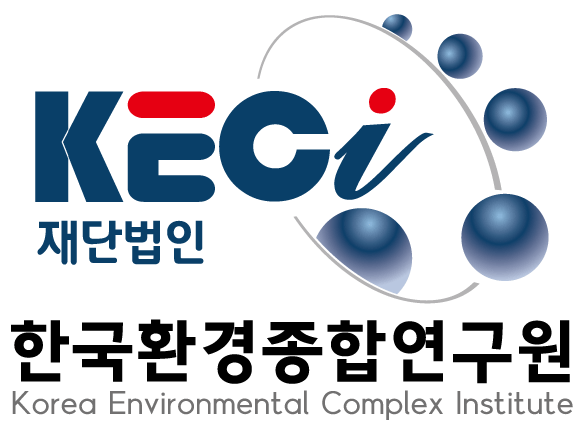

재단법인 한국환경종합연구원(韓國環境綜合硏究院, Korea Environmental Complex Institute, KECI)은 토양관련전문기관으로, 환경부 지정 비영리법인이다. 2013년에 "재단법인 세종토양연구소"이라는 이름으로 설립되었다가 2018년 11월 26일 "재단법인 한국환경종합연구원"으로 변경되었다.  
토양오염도검사, 토양정밀조사, 토양정화검증, 토양환경평가 및 환경컨설팅 등을 수행하며, 현재 경기도 안양시 동안구 평촌동에 위치하고 있다.      

## 연혁
- 2013년 9월 : 재단법인 '세종토양연구소' 설립 및 개원(환경부)
- 2018년 11월 : 김용현 이사장 취임
- 2018년 11월 : 재단법인 '한국환경종합연구원' 명칭 변경 및 개원(환경부)
- 2018년 12월 : 토양관련전문기관(토양오염조사) 지정(경기도청)
- 2019년 1월 : 토양관련전문기관(토양환경평가) 지정(한강유역환경청)
- 2021년 3월 : 사업분야 확장(미생물 균수 측정)
- 2021년 5월 : 지하수영향조사기관 지정(안양시청)